# Kenneth Young
Kenneth Young (11. november 1955 i Invercargill New Zealand) er en newzealandsk komponist, dirigent og lærer og tubaist.
Young studerede komposition og direktion på University of Canterbury og University of Auckland. Han hører til de ledende newzelanske komponister. Han har skrevet tre symfonier, orkesterværker, klaverstykker, koncerter for forskellige instrumenter etc.
Han har undervist på New Zealand school of Music og Victoria University of Wellington fra 1988.
Kenneth Young har dirigeret New Zealand Symphony Orchestra, Auckland Philharmonia Orchestra og Tasmanian Symphony Orchestra.
Han har som dirigent specialiseret sig i newzealandske og australske værker af komponister såsom David Farquhar, Edwin Carr og Anthony Ritchie.

## Udvalgte værker
- Symfoni nr. 1 (1998) - for orkester
- Symfoni nr. 2 (2004) - for orkester
- Symfoni nr. 3 (2014) - for orkester
- Sinfonietta (1983) - for orkester
- "Husk" (2008) - for violin og orkester
- "Til minde om David Farquhar" (2007) - for messingblæserorkester